# Mijaíl Matusovski
Mijaíl Lvóvich Matusovski (en ruso: Михаил Львович Матусовский; Lugansk, Gobernación de Yekaterinoslav, 23 de julio de 1915 - Moscú, 16 de julio de 1990) fue un poeta soviético, ganador del Premio Estatal de la Unión Soviética en 1977.

## Biografía
Mijaíl Lvóvich Matusovski nació en 1915 en Lugansk, Gubernia de Yekaterinoslav, entonces parte del Imperio ruso y actualmente en el Óblast de Lugansk, en el este de Ucrania. Se graduó en el Instituto de Literatura Maksim Gorki en el año 1939 y se doctoró en 1941. Posteriormente, fue combatiente en el frente oriental de la Segunda Guerra Mundial. Matusovski fue galardonado en numerosas ocasiones: recibió la Orden de la Revolución de Octubre, la Orden de la Guerra Patria de segunda clase, la Orden de la Estrella Roja y dos veces la Orden de la Bandera Roja del Trabajo. Asimismo, fue miembro de la Unión de Escritores Soviéticos.
Es conocido por sus poemas líricos, muchos de los cuales pasaron a ser letras de canciones populares: "Vals escolar" («Школьный вальс»), "La piedra sagrada", "Las ventanas de Moscú", "No olvides" y "Noches de Moscú" («Подмосковные вечера»), con música de Vasili Soloviov-Sedói y que fue cantada en el Festival Mundial de la Juventud y los Estudiantes en 1957 y también en 1979 en la Casa Blanca por el pianista estadounidense Van Cliburn con motivo de la visita del presidente de la URSS Mijaíl Gorbachov. Por otra parte, "Noches de Moscú" figura en El libro Guinness de los récords como la canción cantada más habitualmente, y en marzo de 1962 llegó al puesto n.º 2 en las listas Billboard Hot 100 y en las UK Singles Chart dentro de un álbum de Kenny Ball.
El asteroide (2295) Matusovskij lleva ese nombre en su honor.